# Gary Bannister
Pour les articles homonymes, voir Bannister.
Gary Bannister (né le 22 juillet 1960 à Warrington dans le Cheshire) est un footballeur anglais.

## Biographie
Il a notamment joué pour les clubs de Coventry City FC (deux fois), du Sheffield Wednesday FC, du Queens Park Rangers FC, de West Bromwich Albion FC, de Nottingham Forest FC, de Stoke City FC, de Lincoln City FC et de Darlington FC. 
Sa longue carrière professionnelle de 17 ans entre 1978 et 1995, durant laquelle il n'inscrit pas moins de 199 buts toutes compétitions confondues, en 564 matchs de championnat et de coupe plus 42 en tant que remplaçant. 
Il ne joue qu'un match en sélection, avec les espoirs anglais contre la Pologne en avril 1982. 
Une jambe cassée à l'âge de onze ans, fait qu'une de ses jambes est un peu plus courte que l'autre.

## Palmarès

### En tant que joueur
Queens Park Rangers
- Finaliste de la Coupe de la Ligue anglaise 1985-86

Darlington
- Finaliste des Play-off de Nationwide Division Three : 1994–95